# Roma quadrata

Innerhalb des annähernd quadratischen Grundrisses (dunkelbraune Linie) wird der ursprüngliche Siedlungskern Roms vermutet.

Als Roma quadrata wird der nach der Sage wichtigste Siedlungskern Roms auf dem Palatin bezeichnet. In der späteren antiken Tradition bezog sich der Name auf die ursprüngliche Stadtgründung des Romulus. Zur Entstehung der Bezeichnung gab es schon zur Zeit der späten Republik mehrere Vermutungen und heutzutage ist es jenseits der Aufzählung von Möglichkeiten nicht mehr zu klären. Heute wird die Bezeichnung in der Forschung oft verwendet, um eine archäologisch nur ungenau nachweisbare, meist ins 10./9. Jahrhundert v. Chr. datierte frühe Siedlung auf dem Gipfel des Germalo, einer der drei Erhebungen des Palatin, zu benennen.

## Orographie
Die ursprüngliche Form des Geländes lässt sich durch Analogiebildungen und anhand von geologischen Befunden dieser und anderer Stellen des Tibertals erschließen. Die Landschaft war durch relativ hohe Hügel gekennzeichnet, die teilweise sehr steil sein konnten und sich durch zerklüftete Flanken und eine in der Regel flache Kuppe auszeichneten. Diese abgeflachten Kuppen boten gute Möglichkeiten für die Errichtung von Siedlungen, die aus Sicherheitsgründen eher auf solchen Anhöhen als in den darunter liegenden Tälern als Siedlungskerne angelegt wurden. Die Besonderheit des Palatins war seine trapezähnliche Form, die diesem ersten Rom möglicherweise den Beinamen „quadrata“ (latein: viereckig, ins Geviert gesetzt oder vervollkommnet) verschaffte.

## Archäologie

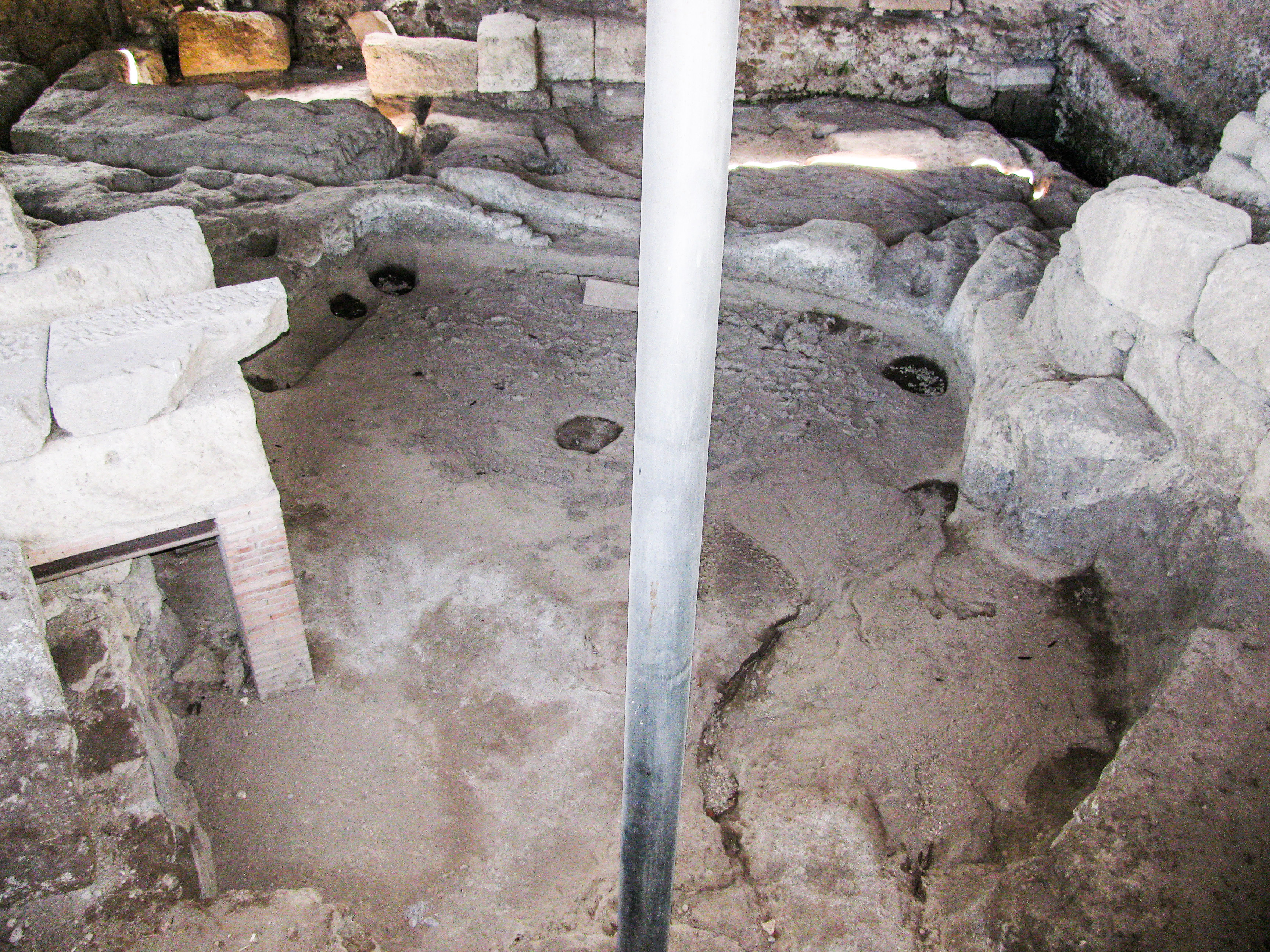
Pfostenlöcher eines eisenzeitlichen Hauses auf dem Palatin, von dem vermutet wird, die Casa Romuli zu sein.

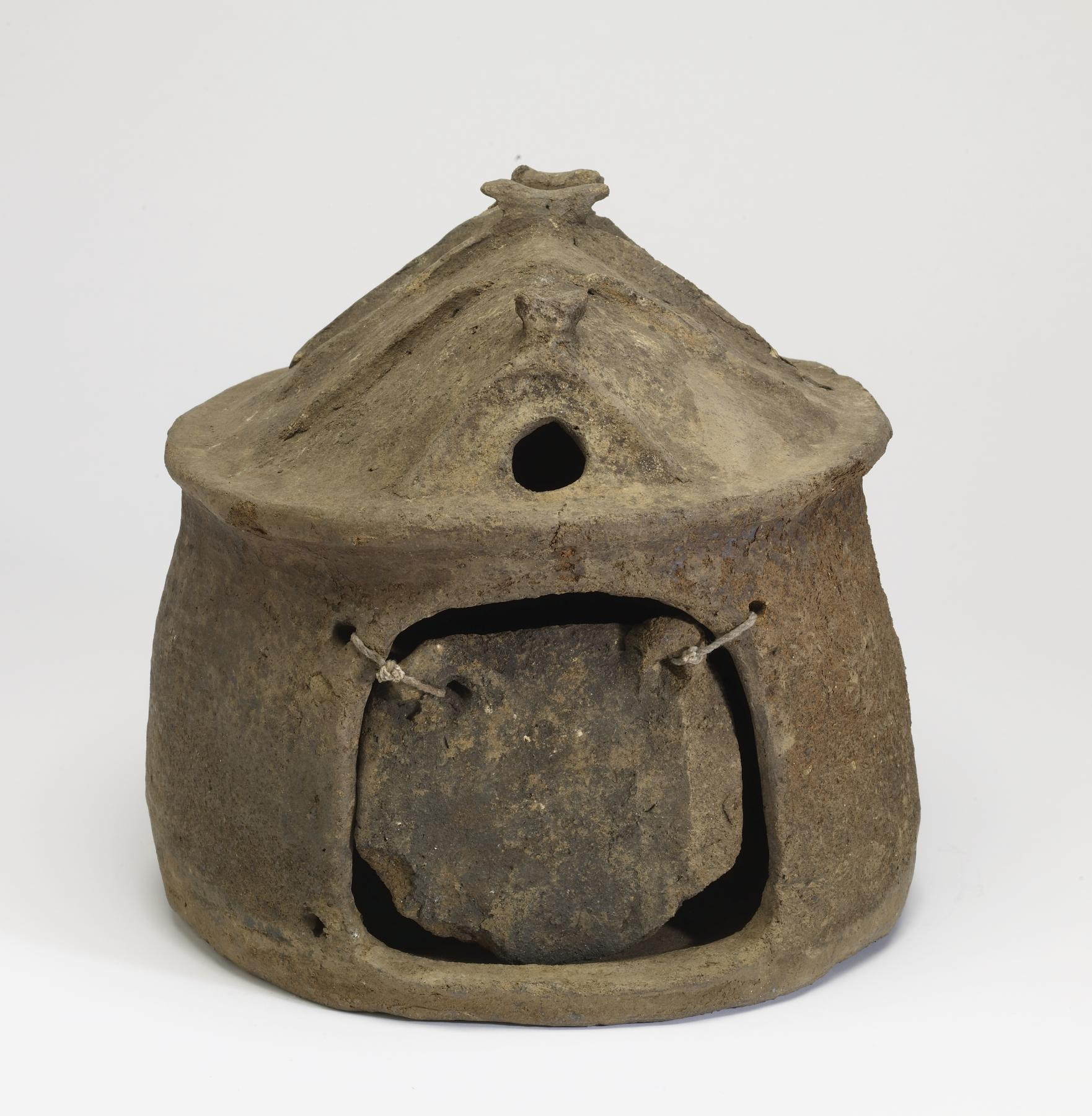
Hausurne der Villanova-Kultur

### Die Befestigungsanlagen
Zur Verteidigung dieser ersten städtischen Siedlungen wurde, soweit möglich, die natürliche Form der Landschaft ausgenutzt, so dass etwa Mauern oder Befestigungen nur dort errichtet wurden, wo das Gefälle des Hügels nicht steil genug war, um unerwünschten Zugang zum Gipfel zu verhindern. Oft wurde an der Außenseite der Mauer zusätzlich ein Graben angelegt, um die Angreifbarkeit auf natürlicherseits ungeschützten Seiten weiter zu verringern.
Archäologisch nachgewiesen wurde allerdings bislang nur eine Mauer an der Nordseite des Palatins (s. u.), daher bleibt vieles Spekulation. Der früher für diese Zeit angenommene Schutzwall zwischen Germalo und der mit dem Hügel gleichnamigen Kuppe Palatin war wenig mehr als eine Vermutung auf der Grundlage einer etwas zu stark erscheinenden Vertiefung zwischen den beiden Erhebungen. Angesichts der antiken Ausformung des Hügels erschien es sehr wahrscheinlich, dass eine erste Mauer und der sie begleitende Graben – wenn überhaupt – lediglich auf der Seite zwischen Germalo und Palatin errichtet wurden, zur Verteidigung der schwächsten Seite, auch wenn das Pomerium in seiner Bedeutung als heilige Stadtgrenze sicherlich die gesamte bewohnte Fläche umschloss.
Archäologisch wurde von Andrea Carandini eine Befestigung aus Holz-Erde-Mauer und Graben am Fuß der Nordseite des Palatins festgestellt. Sie stammt etwa aus der Zeit von 730 bis 720 v. Chr. und ist etwa von der Stelle der Curiae Veteres (s. u.), bis fast zum nordwestlichsten Punkt der Erhebung nachgewiesen. Diese Mauer wurde im 7. und 6. Jahrhundert zweimal aus-, bzw. umgebaut. Auch eine Toranlage wurde entdeckt. Da dies kein günstiger Verlauf für eine Verteidigungsanlage ist, wird vermutet, dass die Mauer auch der formellen Abgrenzung (s. u.) diente.
Die sich in der Folgezeit und bis zur Errichtung der Servianischen Mauer vor 390 v. Chr. entwickelnde urbane Struktur war dezentral organisiert. Die einzelnen Erhebungen, aus denen die Stadt bestand, bildeten dabei keine Verteidigungseinheit, sondern besaßen jede für sich voneinander unabhängige militärische Strukturen, die stärker von den Menschen abhingen als von Befestigungsanlagen. Nach gängiger Forschungsmeinung stellte die Einnahme Roms durch die Gallier im Jahr 390 v. Chr. (sic) dieses System in Frage und zeigte die Notwendigkeit einer einheitlichen Befestigung auf. Bis zum Bau dieser Mauer hatte offenbar die orographische Anlage der Hügel, gegebenenfalls von Mauern oder Gräben unterstützt, ausreichend Schutz und Verteidigungsmöglichkeiten geboten. So erwähnt Varro eine weitere Erdmauer (murus terreus Carinarum) auf dem Oppius, die noch nicht lokalisiert werden konnte.
Für den Verlauf einer dem Fuß oder dem Rand des Palatins folgenden Verteidigungslinie gilt das für die Form des gesamten Hügels Gesagte entsprechend.

### Die Siedlung auf dem Germalus
Das frühe Rom lag im Bereich der Latialen Kultur Latiums. Schon für die mittlere Bronzezeit (ca. 1700-1350 v. Chr.) sind Siedlungsspuren im zukünftigen Stadtgebiet nachweisbar. Seit etwa 900 v. Chr. können dann, u. a. auf dem Forum, mehrere Friedhöfe festgestellt werden.
Auf dem Germalus (auch Cermalus, da dem älteren Latein der Buchstabe 'G' fehlte) sind für das 9. und 8. Jahrhundert mehrere einfache "Hütten" festgestellt worden. Die zeitliche Stellung dieser Hütten zueinander ist unsicher, da sie hauptsächlich durch Pfostenlöcher im anstehenden Fels nachgewiesen sind. Sie können durch andere Siedlungsfunde, etwa aus Fidenae, die kunstvoll gestalteten Hausurnen der Latial- und der Villanova-Kultur sowie Beschreibungen der bis in die Spätantike immer wieder errichteten Casa Romuli, die in der Nähe dieser Hütten lag, rekonstruiert werden. Es handelt sich um strohgedeckte Pfostenbauten mit Holzwänden oder lehmverputzten Flechtwerkwänden und ovalen bis rechteckigen Grundrissen.
Im 8. Jahrhundert gelten Palatin, Kapitol, Quirinal, Caelius, Oppius und Velia sowie einige Räume dazwischen als besiedelt und um 700 sind schließlich Aktivitäten im Umfeld von Orten wie dem Comitium und dem Heiligtum der Vesta festzustellen.

### Anmerkung zur Chronologie
Aus Dendrochronologiemessungen ergeben sich für die Latiale Kultur frühere Daten als bisher angenommen. Allerdings konnten diese Daten bisher noch nicht mit dem Bild, dass sich aus der Abfolge der Keramikstile ergibt, harmonisiert werden. Daher sind hier, wie bei Kathrin Lomas, die traditionellen Daten wiedergegeben.
Die traditionelle Chronologie der Schriftquellen nach den Namen der jeweiligen Konsuln ist vor 300 v. Chr. ungenau und wird vor dem Galliersturm ca. 390 v. Chr. noch weiter unscharf, um in der Römischen Frühgeschichte nur noch Ungenügendes zu bieten, da diese Daten schon in der Antike anhand von ungenügenden und widersprüchlichen Quellen, die meist schon dem Bereich der Sage angehören, rekonstruiert wurden. Daher werden die traditionellen Verknüpfungen einzelner Bauten und Ereignisse mit Personen und Daten hier nicht erklärt.

## Sakraltopographie: Pomerium, Templum Augurale und Mundus
Die laut der Sage angeblich von Romulus gezogene Ackerfurche hatte mutmaßlich die Funktion des Pomerium, also der späteren, erweiterten sakral relevanten Stadtgrenze etruskischen Ursprungs. Zu solch einem Stadtgründungsritus gehörte auch die Abgrenzung der Stadtfläche als templum augurale. Hiermit ist kein Tempel gemeint, sondern eine von den Auguren mit ihrem Lituus (Stab) bezeichnete, zumindest als Ideal rechteckige Fläche, die dazu dient, den Kosmos zu symbolisieren. Die einzelnen Viertel und Sektoren haben verschiedene Bedeutung, wodurch Wahrsagungen ermöglicht werden sollten. Varro zitierend versteht Solinus die Roma Quadrata als das so bei der Gründung entstandene templum. Er beschreibt seine Ausdehnung mit einer Diagonale oder dem Decumanus, der Ost-West-Achse, vom Wald (silva) auf dem Gelände des Apollo-Heiligtums als Startpunkt und den Scala Caci, Stiegen, die vom Palatin zum Forum Boarium hinab führten, in der Nähe der Casa Romuli im Südwesten des Hügels als Endpunkt. Ob er sich auf den von Augustus errichteten Apollotempel ganz in der Nähe der Scala Caci bezieht oder an eine ältere geweihte Fläche im Nordosten des Palatins denkt, wird nicht klar. Ovid bezeichnet den ganzen Palatin als "der Ort", an dem "Rom zuerst gegründet wurde". Es wird vermutet, dass es sich hier bloß um eine anachronistische Übertragung der erst später übernommenen etruskischen Riten in die vermutete Zeit der Gründung der Siedlung auf dem Palatin handelte.
Eine andere Erklärung des erst viel später bezeugten Namens quadrata bieten Sextus Pompeius Festus und Properz, nach denen er sich auf den Mondus, in klassischem Latein mundus (Schmuck, Welt, Kosmos), beziehen könne, also jene Opfergrube, die im genauen Mittelpunkt des Pomeriums gegraben und mit allen Kult- und Orakelgegenständen gefüllt wurde, welche die Priester bei der Einweihungszeremonie der neuen Stadt verwandt hatten. Es wurde hierbei meist an eine viereckige Baustruktur in Nähe des Apollo-Heiligtums gedacht. Erst durch Plutarch wird eine Identität mit dem Mundus Cereris beim Comitium angenommen. Ein solcher Mundus galt generell als Verbindung zur Unterwelt, die für bestimmte Riten geöffnet wurde. Auf dem Palatin wurde 1914 eine Struktur entdeckt, die einige als Mundus interpretierten.
Die schon lange nur sagenhaft bekannte Roma quadrata, die einige der späteren Autoren – Dionysios von Halikarnassos, Plutarch, Cassius Dio, Festus und Solinus – erwähnen, soll, wie schon angedeutet, die Erhebungen des Palatins mit Ausnahme der Velia umfasst haben. Ob diese Jahrhunderte später entstandenen Berichte einen historischen Kern haben und worin dieser ggf. besteht, ist umstritten. Cassius Dio fand in seinen eigenen Quellen offenbar nur vage Informationen über die Roma quadrata.
Tacitus beschreibt den Verlauf eines ersten, angeblich durch Romulus angelegten Pomeriums unter Heranziehung von Wegpunkten. Vom Großen Altar des Hercules am Forum Boarium beginnend hätten Grenzsteine als Markierung zunächst zum unterirdischen Altar des Consus, also durch das Vallis Murcia mit dem Circus Maximus, unterhalb dessen östlicher Wendemarke der Altar nach Tertullian lag, geführt. Von dort ging es zu den Curiae Veteres, den damals am nordöstlichen Abhang des Palatins vermuteten Vorgängern des Comitiums, und weiter zum Schrein (sacellum) der Laren am höchsten Punkt der Via Sacra beim Titusbogen, um schließlich den Rand des Forum Romanums zu erreichen, dass, wie auch das Kapitol, nicht in dieses Pomerium eingeschlossen gewesen sein soll. Tacitus sagt ausdrücklich, dass die Steine am Fuß des und nicht auf dem Palatin aufgestellt waren. Die erwähnte Holz-Erde-Mauer widerspricht dieser Beschreibung nicht. Im Gegensatz zu früheren Ansichten ist die Abgrenzung des Palatins in der augusteischen Einteilung Roms in zehn Regionen eine andere.
Auch für den Verlauf eines dem Fuß oder dem Rand des Palatins folgenden Pomeriums gilt das für die Form des gesamten Hügels Gesagte entsprechend.

## Weitere Nachrichten der Geschichtsschreiber
Ob die Mauer die Stadt vollständig oder nur stellenweise umschloss: sie muss in jedem Fall Tore besessen haben. Schon die bereits genannten Autoren der Kaiserzeit, die mit sechs bis acht Jahrhunderten Abstand schrieben, konnten darüber keine genauen Angaben machen, weder was die Anzahl noch was die Namen dieser Tore betraf. Als Beispiel mag der in solchen Dingen normalerweise sehr genaue Plinius der Ältere dienen, dem zufolge es „drei oder vielleicht vier“ Tore in einem Mauerstück zwischen Palatin und Kapitol gab. Diese „historische“ Notiz enthält bereits eine andere Ungenauigkeit, da die Einbeziehung des Kapitols in das Stadtgebiet erst einige Jahrhunderte nach Entstehung der ursprünglichen Roma quadrata erfolgte. Die weitestverbreiteten Hypothesen vermuten, den Hinweisen Varros folgend, die Existenz einer Porta Mugionia, die sich in der Nähe des Titusbogens befunden haben könnte und mit der Carandini die von ihm festgestellte Toranlage identifizieren wollte, einer Porta Romana oder Romanula in der Nähe des Velabrum sowie eines dritten Tores (vielleicht Ianuaria, Ianualis, Trigonia), dessen Standort völlig unklar ist.
Cassius Dio schreibt zur Roma quadrata, es habe sich um eine Siedlung gehandelt, die mit dem späteren Rom nichts zu tun gehabt habe: Vielmehr sei die Roma quadrata lange vorher von einem Paar gegründet worden, das zufällig ebenfalls Romulus und Remus geheißen habe. Dies erklärt sich durch die Tatsache, dass es neben der später kanonisch gewordenen Tradition zur Gründung Roms auch noch andere Sagen gegeben hat.